# Buzz Aldrin's Race Into Space
Buzz Aldrin's Race Into Space est un jeu vidéo de simulation économique développé par Strategic Visions et édité par Interplay Productions, sorti en 1993 sur DOS et PC-98.
Le jeu tient son nom de l'astronaute Buzz Aldrin.

## Accueil
- PC Gamer UK : 90 %[1]